# 500 kilomètres de Barcelone FIA GT 2003
Les 500 kilomètres de Barcelone 2003 FIA GT, disputées le 6 avril 2003 sur le circuit de Catalogne, sont la première manche du championnat FIA GT 2003.

## Course

### Classement de la course
Classement à l'issue de la course (vainqueurs de catégorie en gras), :
| Pos.   | Catégorie | N° | Écurie                                    | Pilotes                                              | Châssis                   | Pneus | Tours/Abandon |
| Pos.   | Catégorie | N° | Écurie                                    | Pilotes                                              | Moteur                    | Pneus | Tours/Abandon |
| ------ | --------- | -- | ----------------------------------------- | ---------------------------------------------------- | ------------------------- | ----- | ------------- |
| 1      | GT        | 23 | BMS Scuderia Italia                       | Matteo Bobbi Thomas Biagi                            | Ferrari 550-GTS Maranello | M     | 96            |
| 1      | GT        | 23 | BMS Scuderia Italia                       | Matteo Bobbi Thomas Biagi                            | Ferrari 5.9L V12          | M     | 96            |
| 2      | GT        | 22 | BMS Scuderia Italia                       | Fabrizio Gollin Luca Cappellari                      | Ferrari 550-GTS Maranello | M     | 96            |
| 2      | GT        | 22 | BMS Scuderia Italia                       | Fabrizio Gollin Luca Cappellari                      | Ferrari 5.9L V12          | M     | 96            |
| 3      | GT        | 21 | Care Racing BMS Scuderia Italia           | Stefano Livio Lilian Bryner Enzo Calderari           | Ferrari 550-GTS Maranello | M     | 95            |
| 3      | GT        | 21 | Care Racing BMS Scuderia Italia           | Stefano Livio Lilian Bryner Enzo Calderari           | Ferrari 5.9L V12          | M     | 95            |
| 4      | GT        | 15 | Lister Storm Racing                       | Andrea Piccini Jean-Denis Delétraz                   | Lister Storm              | D     | 95            |
| 4      | GT        | 15 | Lister Storm Racing                       | Andrea Piccini Jean-Denis Delétraz                   | Jaguar 7.0L V12           | D     | 95            |
| 5      | GT        | 6  | Creation Autosportif                      | Bobby Verdon-Roe (en) Peter Snowdon                  | Lister Storm              | D     | 95            |
| 5      | GT        | 6  | Creation Autosportif                      | Bobby Verdon-Roe (en) Peter Snowdon                  | Jaguar 7.0L V12           | D     | 95            |
| 6      | GT        | 11 | Roos Optima Racing Team                   | Henrik Roos Magnus Wallinder                         | Chrysler Viper GTS-R      | D     | 94            |
| 6      | GT        | 11 | Roos Optima Racing Team                   | Henrik Roos Magnus Wallinder                         | Chrysler 8.0L V10         | D     | 94            |
| 7      | GT        | 18 | Zwaan's Racing                            | Arjan van der Zwaan Rob van der Zwaan Klaus Abbelen  | Chrysler Viper GTS-R      | D     | 93            |
| 7      | GT        | 18 | Zwaan's Racing                            | Arjan van der Zwaan Rob van der Zwaan Klaus Abbelen  | Chrysler 8.0L V10         | D     | 93            |
| 8      | N-GT      | 52 | JMB Racing                                | Andrea Bertolini Fabrizio de Simone                  | Ferrari 360 Modena GT     | P     | 93            |
| 8      | N-GT      | 52 | JMB Racing                                | Andrea Bertolini Fabrizio de Simone                  | Ferrari 3.6L V8           | P     | 93            |
| 9      | N-GT      | 88 | Team Maranello Concessionaires            | Tim Mullen Jamie Davies                              | Ferrari 360 Modena GT     | D     | 92            |
| 9      | N-GT      | 88 | Team Maranello Concessionaires            | Tim Mullen Jamie Davies                              | Ferrari 3.6L V8           | D     | 92            |
| 10     | N-GT      | 89 | Team Maranello Concessionaires            | Darren Turner Kelvin Burt                            | Ferrari 360 Modena N-GT   | D     | 92            |
| 10     | N-GT      | 89 | Team Maranello Concessionaires            | Darren Turner Kelvin Burt                            | Ferrari 3.6L V8           | D     | 92            |
| 11     | GT        | 2  | Konrad Motorsport                         | Franz Konrad Toni Seiler                             | Saleen S7-R               | D     | 92            |
| 11     | GT        | 2  | Konrad Motorsport                         | Franz Konrad Toni Seiler                             | Ford 7.0L V8              | D     | 92            |
| 12     | N-GT      | 58 | Auto Palace Compétition                   | Steeve Hiesse Guillaume Gomez                        | Ferrari 360 Modena GT     | P     | 92            |
| 12     | N-GT      | 58 | Auto Palace Compétition                   | Steeve Hiesse Guillaume Gomez                        | Ferrari 3.6L V8           | P     | 92            |
| 13     | N-GT      | 99 | RWS Yukos Motorsport                      | Walter Lechner, Jr. Stéphane Daoudi                  | Porsche 911 GT3-R         | P     | 92            |
| 13     | N-GT      | 99 | RWS Yukos Motorsport                      | Walter Lechner, Jr. Stéphane Daoudi                  | Porsche 3.6L Flat-6       | P     | 92            |
| 14     | N-GT      | 57 | MenX                                      | Tomáš Enge Robert Pergl                              | Ferrari 360 Modena GT     | D     | 91            |
| 14     | N-GT      | 57 | MenX                                      | Tomáš Enge Robert Pergl                              | Ferrari 3.6L V8           | D     | 91            |
| 15     | GT        | 7  | Graham Nash Motorsport                    | Mike Newton Thomas Erdos                             | Saleen S7-R               | D     | 91            |
| 15     | GT        | 7  | Graham Nash Motorsport                    | Mike Newton Thomas Erdos                             | Ford 7.0L V8              | D     | 91            |
| 16     | N-GT      | 77 | RWS Yukos Motorsport                      | Nikolai Fomenko Alexey Vasilyev                      | Porsche 911 GT3 RS (996)  | P     | 90            |
| 16     | N-GT      | 77 | RWS Yukos Motorsport                      | Nikolai Fomenko Alexey Vasilyev                      | Porsche 3.6L Flat-6       | P     | 90            |
| 17     | N-GT      | 54 | Cirtek Motorsport                         | Mark Mayall Marco Zadra                              | Porsche 911 GT3 R (996)   | D     | 90            |
| 17     | N-GT      | 54 | Cirtek Motorsport                         | Mark Mayall Marco Zadra                              | Porsche 3.6L Flat-6       | D     | 90            |
| 18     | N-GT      | 74 | Team Eurotech                             | Mike Jordan Mark Sumpter                             | Porsche 911 GT3 RS (996)  | D     | 90            |
| 18     | N-GT      | 74 | Team Eurotech                             | Mike Jordan Mark Sumpter                             | Porsche 3.6L Flat-6       | D     | 90            |
| 19     | GT        | 12 | Proton Competition                        | Christian Ried Gerold Ried                           | Porsche 911 GT2           | Y     | 90            |
| 19     | GT        | 12 | Proton Competition                        | Christian Ried Gerold Ried                           | Porsche 3.6L Turbo Flat-6 | Y     | 90            |
| 20     | N-GT      | 53 | JMB Racing                                | Antoine Gosse Peter Kutemann                         | Ferrari 360 Modena N-GT   | P     | 89            |
| 20     | N-GT      | 53 | JMB Racing                                | Antoine Gosse Peter Kutemann                         | Ferrari 3.6L V8           | P     | 89            |
| 21     | N-GT      | 56 | Alda Motorsport                           | Andrzej Dziurka Wojciech Dobrzanski                  | Porsche 911 GT3 RS (996)  | D     | 88            |
| 21     | N-GT      | 56 | Alda Motorsport                           | Andrzej Dziurka Wojciech Dobrzanski                  | Porsche 3.6L Flat-6       | D     | 88            |
| 22     | N-GT      | 64 | AB Motorsport                             | Renato Premoli Bruno Barbaro Antonio De Castro       | Porsche 911 GT3 RS (996)  | P     | 87            |
| 22     | N-GT      | 64 | AB Motorsport                             | Renato Premoli Bruno Barbaro Antonio De Castro       | Porsche 3.6L Flat-6       | P     | 87            |
| 23     | N-GT      | 62 | G-Tec                                     | Richard Kaye Rustem Teregulov                        | Porsche 911 GT3 R (996)   | D     | 86            |
| 23     | N-GT      | 62 | G-Tec                                     | Richard Kaye Rustem Teregulov                        | Porsche 3.6L Flat-6       | D     | 86            |
| 24     | N-GT      | 63 | Motor Competición                         | Luis Villalba Francesc Gutiérrez                     | Porsche 911 GT3 RS (996)  | D     | 76            |
| 24     | N-GT      | 63 | Motor Competición                         | Luis Villalba Francesc Gutiérrez                     | Porsche 3.6L Flat-6       | D     | 76            |
| 25 DNF | GT        | 8  | Graham Nash Motorsport                    | Miguel Ramos Ni Amorim Pedro Chaves                  | Saleen S7-R               | D     | 64            |
| 25 DNF | GT        | 8  | Graham Nash Motorsport                    | Miguel Ramos Ni Amorim Pedro Chaves                  | Ford 7.0L V8              | D     | 64            |
| 26 DNF | GT        | 1  | Larbre Compétition                        | Christophe Bouchut Jean-Philippe Belloc              | Chrysler Viper GTS-R      | M     | 55            |
| 26 DNF | GT        | 1  | Larbre Compétition                        | Christophe Bouchut Jean-Philippe Belloc              | Chrysler 8.0L V10         | M     | 55            |
| 27 DNF | N-GT      | 50 | Freisinger Motorsport                     | Marc Lieb Sascha Maassen                             | Porsche 911 GT3 RS (996)  | D     | 52            |
| 27 DNF | N-GT      | 50 | Freisinger Motorsport                     | Marc Lieb Sascha Maassen                             | Porsche 3.6L Flat-6       | D     | 52            |
| 28 DNF | N-GT      | 51 | Freisinger Motorsport                     | Bert Longin Gabriele Gardel                          | Porsche 911 GT3 RS (996)  | D     | 48            |
| 28 DNF | N-GT      | 51 | Freisinger Motorsport                     | Bert Longin Gabriele Gardel                          | Porsche 3.6L Flat-6       | D     | 48            |
| 29 DNF | GT        | 16 | Wieth Racing                              | Wolfgang Kaufmann Niko Wieth Vittorio Zoboli         | Ferrari 550 Maranello     | D     | 47            |
| 29 DNF | GT        | 16 | Wieth Racing                              | Wolfgang Kaufmann Niko Wieth Vittorio Zoboli         | Ferrari 6.0L V12          | D     | 47            |
| 30 DNF | GT        | 14 | Lister Storm Racing                       | Jamie Campbell-Walter Nathan Kinch                   | Lister Storm              | D     | 44            |
| 30 DNF | GT        | 14 | Lister Storm Racing                       | Jamie Campbell-Walter Nathan Kinch                   | Jaguar 7.0L V12           | D     | 44            |
| 31 DNF | GT        | 9  | JMB Racing                                | Philipp Peter Fabio Babini                           | Ferrari 550 Maranello     | P     | 40            |
| 31 DNF | GT        | 9  | JMB Racing                                | Philipp Peter Fabio Babini                           | Ferrari 6.0L V12          | P     | 40            |
| 32 DNF | GT        | 4  | Force One Racing Festina                  | Philippe Alliot David Hallyday Steve Zacchia         | Chrysler Viper GTS-R      | P     | 36            |
| 32 DNF | GT        | 4  | Force One Racing Festina                  | Philippe Alliot David Hallyday Steve Zacchia         | Chrysler 8.0L V10         | P     | 36            |
| 33 DNF | GT        | 5  | Force One Racing Festina Carsport Holland | Mike Hezemans Anthony Kumpen                         | Chrysler Viper GTS-R      | P     | 25            |
| 33 DNF | GT        | 5  | Force One Racing Festina Carsport Holland | Mike Hezemans Anthony Kumpen                         | Chrysler 8.0L V10         | P     | 25            |
| 34 DNF | N-GT      | 55 | Cirtek Motorsport                         | Ian Khan Adam Jones                                  | Porsche 911 GT3 R (996)   | D     | 19            |
| 34 DNF | N-GT      | 55 | Cirtek Motorsport                         | Ian Khan Adam Jones                                  | Porsche 3.6L Flat-6       | D     | 19            |
| 35 DNF | N-GT      | 61 | EMKA Racing                               | Martin Short Tim Sugden                              | Porsche 911 GT3 R (996)   | D     | 11            |
| 35 DNF | N-GT      | 61 | EMKA Racing                               | Martin Short Tim Sugden                              | Porsche 3.6L Flat-6       | D     | 11            |
| DNS    | GT        | 10 | JMB Racing                                | Boris Derichebourg David Terrien Christian Pescatori | Ferrari 550 Maranello     | P     | –             |
| DNS    | GT        | 10 | JMB Racing                                | Boris Derichebourg David Terrien Christian Pescatori | Ferrari 6.0L V12          | P     | –             |
| DNS    | N-GT      | 75 | Team Eurotech                             | David Jones Godfrey Jones                            | Porsche 911 GT3 R (996)   | D     | –             |
| DNS    | N-GT      | 75 | Team Eurotech                             | David Jones Godfrey Jones                            | Porsche 3.6L Flat-6       | D     | –             |